# 里克·德霍伊斯特
里克·德霍伊斯特（Rik de Voest，1980年6月5日—）出生于意大利米兰，是一位南非男子職業網球運動員，他于1999年成为职业球员。2014年正式退役。他的职业生涯ATP单打最高排名是第110名（2006年8月21日）。

## 外部連結
- 里克·德霍伊斯特（英文/西班牙文）的官方資料
- 里克·德霍伊斯特的國際網球總會 職業／青少年 官方資料（英文）
- 里克·德霍伊斯特的官方資料（英文）